# ارمنی‌های جمهوری آذربایجان

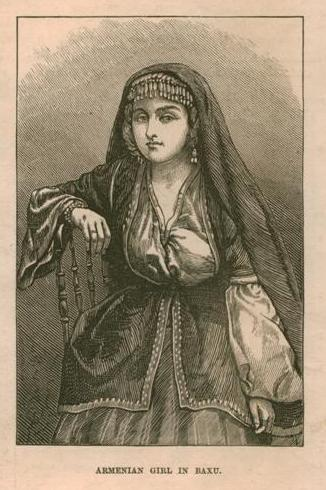
دختر ارمنی در باکو سال ۱۸۷۳م انتشار توسط The Illustrated London News

ارمنی‌های جمهوری آذربایجان (ارمنی: Հայերը Ադրբեջանում)، ارمنیان از دوران باستان در منطقه آلبانیای قفقاز سکونت داشتند.
جمهوری آذربایجان امروزی یازدهمین استان از پانزده استان پادشاهی ارمنستان بزرگ بوده‌است که نام آن پایتاکاران نام داشت.
در دوران پادشاهان دودمان آرتاشسی این منطقه تحت تسلط تیگران بزرگ قرار داشت.
تا قبل از سال ۱۹۸۹ میلادی بیش از ۴۰۰٬۰۰۰ ارمنی در جمهوری آذربایجان زندگی می‌کردند.

## اقتصاد
فعالیت گستردهٔ ارمنی‌ها از اواسط سدهٔ نوزدهم آغاز شده‌است. در سال ۱۸۵۱ میلادی جمعیت باکو ۷٬۴۳۱ نفر بود که ۴۰۵ نفر آن ارمنی بودند. هنگامی که در سال ۱۸۵۹ میلادی باکو به عنوان پایتخت کشور انتخاب شد، عواملی مانند استخراج نفت میان سال‌های ۱۸۷۰ تا ۱۸۸۰ میلادی و با توسعهٔ رشد اقتصادی آن منطقه باعث افزایش جمعیت باکو و همچنین شهرسازی شد. ارمنی‌ها در شرکت‌های استخراج نفت مشغول به کار شدند و نقش مهمی را ایفا نمودند.
«هوانس میرزوئیان» معروف به ایوان میرزوئف یکی از بنیان‌گذاران صنعت نفت باکو بود. او شرکتی به نام برادران میرزوئف را بنیانگذاری نمود که شرکتی مؤثر و پایدار در صنعت نفت جهان تبدیل شده بود. برادران میرزوئف (سوراخانی و ایوان میرزوئف) موفق شدند در سال ۱۸۷۱ میلادی در حوزهٔ نفتی بالاخانی با استفاده از میله‌های چوبی، استخراج نفت در عمق ۴۵ متری روزانه ۲٬۰۰۰ متر مکعب نفت استخراج کنند و همچنین در حوزهٔ نفتی شهرستان آب شوران به تلاش سوراخانی دو کارخانهٔ نفت سفید بنیانگذاری شد و آغاز به تولید ۱۶۰ هزار تن نفت سفید بالغ بر ارزش ۲۶۰ هزار روبل روسیه شده بود.
پس از مرگ میرزوئف در سال ۱۸۸۵ میلادی همسر او «داریا» و پسرش «گریگوری» مسئولیت شرکت نفتی را برعهده گرفتند که تا سال ۱۸۸۶ میلادی سرمایهٔ آن شرکت به ۲٫۱ میلیون روبل رسید. این شرکت تا پیش از آغاز قتل‌عام ارامنهٔ باکو فعال بود.

## فرهنگ و فعالیت‌های اجتماعی و سیاسی
تئاتر ارمنیان باکو در سال ۱۸۷۰ میلادی. آغاز به کار کرد، و آن زمانی بود که در خانه یکی از ثروتمندان ارمنی شهر به نام «کراسیلنیکیان» یک گروه تئاتر از دانش آموزان دبیرستان به رهبری «آواگ گریگوریانس» تشکیل شد. این گروه جنب و جوشی در تئاتر باکو پدیدآورد. تا پیش از آن عمدتاً روس‌ها در تئاتر فعالیت داشتند.
رهبری این گروه از سال ۱۸۷۱ میلادی. با «گئورگ امیراقیان» بود. این گروه در طول فعالیت خود نمایش نامه‌هایی از جمله (نرسس بزرگ اثر وانانداتسی) ،(دریغ از پنجاه سکه طلای گم شده اثر آلاداتیان)، (اجاق ویران و باز هم یک قربانی اثر سوندوکیان) و (راهزنان اثر فریدریش شیلر) را اجرا کرد.

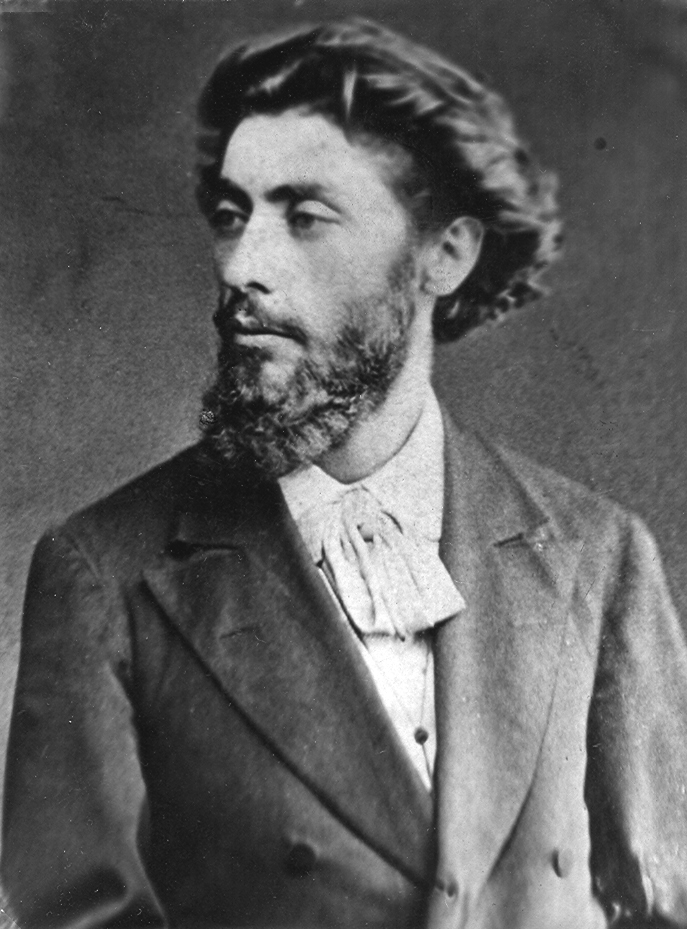
نقاش «گئورگ باشینجاقیان»

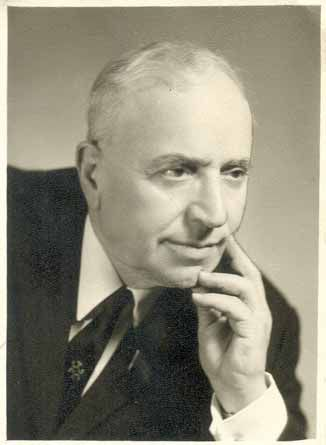
سامْوِل گریگوریان متولد ۱۹۰۷ میلادی در روستای شوش جمهوری آرتساخ او شاعر ملی جمهوری آذربایجان در سال ۱۹۸۴ میلادی و عضو شورای عالی آذربایجان شوروی بود. (۱۹۵۹–۱۹۸۵)

در گروه‌های تئاتر ارمنیان باکو بازیگران تأثیر چشمگیری بر ذهنیت مردم باکو گذاشتند. ارمنیان غیر از آثار کلاسیک و معاصر ارمنی، معروفترین نمایش‌نامههای نویسندگان روس و اروپایی را نیز به صحنه می‌بردند. در سال ۱۹۰۶ میلادی. «انجمن فرهنگی ارمنیان» با تلاش «ک. خادیسیان»، فعال اجتماعی و سیاسی ارمنی، در باکو بنیان نهاده شد. هدف این انجمن گسترش شبکه مدارس عمومی و تخصصی، پیشرفت زبان ارمنی، تئاتر، موسیقی، تندیس‌گری و معماری بود. این انجمن برنامه‌های سرود و تئاتر تشکیل می‌داد و به گسترش تئاتر ارمنیان در باکو یاری می‌رساند. با ابتکار گروه هنری این انجمن در سال ۱۹۱۲ میلادی. در قفقاز نخستین بار یک اُپرای کمدی اثر (چوخاجیان) به اجرا درآمد. فعالیت انجمن فرهنگی ارمنیان باکو در سپتامبر ۱۹۱۸ میلادی. در پی کشتار ارمنیان باکو پایان یافت.
در سال ۱۹۱۷–۱۹۱۰ میلادی، مجله‌ای به نام تئاتر و موسیقی به ابتکار و سردبیری آنتوان مائیلیان در باکو منتشر می‌شد و مردم را با فعالیت‌های فرهنگی ارمنیان باکو آشنا می‌کرد. در سال ۱۹۲۰ میلادی. مائیلیان رهبری استودیوی تئاتر و موسیقی شرقی را با بخش‌های ارمنی، آذربایجانی و روسی بر عهده داشت. این استودیو در سال‌های بعد (بنیاد زاره) نامیده شد و تبدیل به آموزشگاه تئاتر شد. او در عین حال رئیس کنسرواتوار شرقی باکو و رهبر استودیوی موسیقی و نمایش بانوان آذربایجانی بود. مائیلیان برای کودکان نیز اُپرت و اُپرا نوشته و برای نمایش‌های تئاتر ارمنی و آذربایجانی موسیقی ساخته است. آهنگ ساز معروف آنوشاوان ترغوندیان نیز در باکو زندگی و فعالیت کرده و در سال‌های ۱۹۳۸–۱۹۳۴ میلادی. رئیس کنسرواتوار باکو بوده‌است.
عاشوق‌ها نیز در موسیقی ارمنیان باکو جایگاه خاصی داشتند. آن‌ها از خانه به خانه می‌گشتند و در مسابقات عاشوق‌ها شرکت می‌کردند. معروفترین آن‌ها عاشوق «دونی» بود که استاد و آموزگار عاشوق‌های آن دوره شمرده می‌شد. عاشوق «صیاد» (پتروس ماداتیان) که در سده ۱۹ میلادی. می‌زیست نیز آوازه‌ای بلند داشت.
از سال ۱۹۲۰ میلادی «آ. ایانوسیان»، رهبر ارکستر نقش بزرگی در موسیقی باکو ایفا کرد. او بود که نخستین گروه نوازندگان موسیقی محلی آذربایجانی را بنیان نهاد. ارمنیان در عرصه هنرهای تجسمی نیز در شهر باکو حضور گسترده داشتند.
در آنجا نمایشگاه نقاشی باشینجاقیان (۱۸۸۵ میلادی) و وارتگس سورنیانس برپا شد. این نمایشگاه‌ها رویداد بزرگی در زندگی فرهنگی شهر شمرده می‌شد. در مدارس ارمنی شهر درس نقاشی به عنوان درسی مستقل تدریس می‌شد. طراح نشان ملی جمهوری سوسیالیستی شوروی آذربایجان نیز نقاش و گرافیست ارمنی «روبن شخکیان» بود. نقاش «آ. هوانسیان» نزدیک به نیم سده در آموزشگاه هنر باکو نقاشی تدریس کرده و در میان اندیشوران باکو بسیار احترام داشت.
اولین مدرسه ارمنی در باکو در سال ۱۸۶۰ میلادی با تلاش «دِر-غوُندیان» تأسیس شد. در باکو نیز مدرسه‌ای دخترانه به نام «هریپسیمه» و مدرسه مختص پسران به نام «مسروپیان» افتتاح شده. بین سال‌های ۱۹۳۰ تا ۱۹۵۰ میلادی ۸۰ مدرسه متوسطه ارمنی و یک دانشگاه و دانشکده و موسسات آموزشی متعددی در باکو وجود داشت. آخرین مدرسه ارمنی در باکو در سال ۱۹۸۳ میلادی بسته شد.
ارمنی‌های باکو نقش مهمی در اداره شهرها داشتند از اواسط سال ۱۸۴۰ میلادی «پاول پارسادان آرغوتیان» شهردار باکو بود و در سال ۱۸۴۹ تا ۱۸۵۰ میلادی نیز از اعضای هیئت منصفه در دادگاه دولتی در شهرستان شماخی بوده‌است. در سال ۱۸۵۳ میلادی دادستان کل منطقه باکو برعهده «لازاریان» بود که بعدها فرماندار شد.
در سال ۱۹۰۸ میلادی سرکنسولگری جمهوری آذربایجان در بلژیک برعهده «آیوازیان» و در ایتالیا برعهده «موتافیان» بوده‌است. در سال ۱۹۱۸ میلادی «غورغانیان» (کمیسر نظامی) و آرتاشس کارینیان به عنوان ناظر آموزش و پرورش فعالیت می‌کردند.
در سرشماری ۱۸۹۷ میلادی جمعیت کل باکو ۱۱۱٬۹۰۴ نفر بود که ۱۹٬۰۹۹ نفر آن ارمنی بودند. در سال ۱۹۷۰ میلادی، ۲۰۷٬۴۶۴ نفر ارمنی ساکن باکو بودند. در سال ۱۹۸۹ میلادی، بیش از ۴۰۰٬۰۰۰ ارمنی ساکن جمهوری آذربایجان بودند.

## نشریات ارمنی باکو
در سال ۱۸۶۴ میلادی. در باکو «سازمان خیریه ارمنیان» بنیان نهاده شد. با تلاش این سازمان نخستین چاپخانه ارمنی باکو در سال ۱۸۷۰ میلادی. تأسیس شد. با حروفی که از چاپخانه (انفیاجیان) تفلیس آوردند چندین کتاب به زبان ارمنی چاپ شد.
چاپ خانه‌های «قصابیانس» نیز در سال ۱۸۷۶ میلادی. کار خود را آغاز کردند.
در باکو در سال‌های ۱۸۸۰ میلادی. نیز دو چاپ خانه ارمنی توسط «تِر-هُوهانسیان» و «قصابیان»، و در سال‌های ۱۸۹۰ میلادی دو چاپ خانه دیگر، یکی توسط «شهبازیان» و دیگری به نام «آرور» تأسیس شد. با تلاش سازمان خیریه ارمنیان باکو موزه نیز گشایش یافت و دست نوشته‌ها، کتاب‌های قدیمی و آرشیو خصوصی فعالان ارمنی جمع‌آوری شد. در سال ۱۸۷۰ میلادی. کتاب‌خانه‌ای تأسیس شد و در جوار آن از سال ۱۸۸۰ میلادی. سالن مطالعه نیز آغاز به کار کرد. در این کتاب‌خانه دو تن از نامداران فرهنگ ارمنی به نام‌های آلکساندر شیروانزاده (نویسنده) و آراکل باباخانیان (تاریخ‌شناس) کار کرده‌اند.
در سال ۱۹۱۴ میلادی. این کتاب‌خانه دارای ۲۱۸۰۰ جلد کتاب بود و ۶۸ عنوان نشریه دریافت می‌کرد. از سال ۱۸۹۴ میلادی نیز در جوار کتاب‌خانه یک بنیاد ادبی تأسیس شد. در کل در سال‌های ۱۹۲۰–۱۸۷۲ میلادی در باکو نزدیک به ۳۰۰ عنوان کتاب، کتاب درسی و خبر نامه ارمنی چاپ شده که بیشتر آن‌ها به زبان ارمنی نوین بوده‌است.

## معماران ارمنی

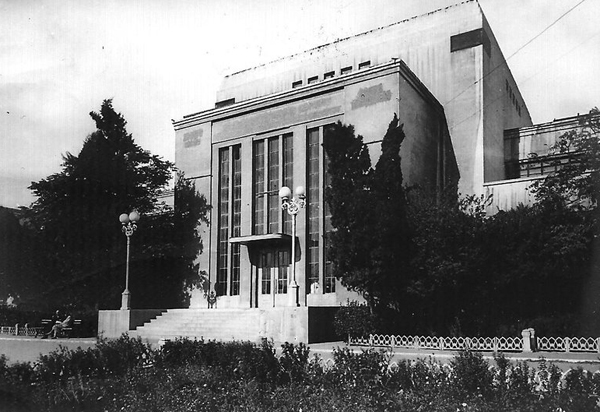
ساختمان انستیتو فیزیوتراپی ساخته شده در سال ۱۹۲۹ توسط مهندس معمار گابریل دِر-میکلیان در شهر باکو

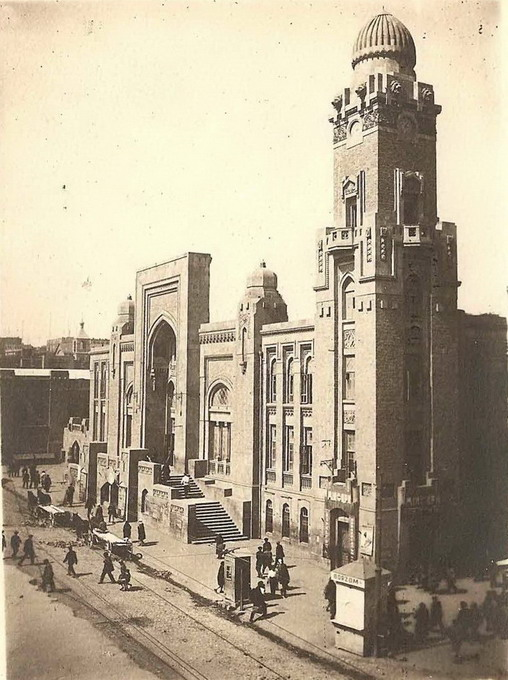
ایستگاه راه آهن صابونچی در سال ۱۹۲۷ توسط نیکوقایوس بایو در باکو

در پایان سده نوزدهم و در آغاز سده بیستم میلادی ساخت و ساز شهری به‌طور هم‌زمان با توسعه اقتصادی در شهر باکو توسعه گسترده‌ای یافت. با استخراج نفت به‌طور ناگهانی فرصت‌های اقتصادی تغییر گسترده‌ای یافت و ساخت ساز صنعتی–مسکونی و ساختمان‌های عمومی گسترش یافت؛ و در مقیاس وسیعی ساخت و ساز در شهرهای جمهوری سوسیالیستی شوروی آذربایجان نیز با افزایش سریع جمعیت گره خورد.
معماران ارمنی که تحصیل کرده سن پترزبورگ بودند سبک جدیدی از معماری روسی را در شهر باکو طراحی و به اجرا درآوردند.
مهندس و معمار ارمنی به نام گابریل دِر-میکلیان یکی از بنیان‌گذاران معماری نوین در شهر باکو بود. او پس از فارغ‌التحصیلی از دانشگاه معماری سن پترزبورگ در باکو مشغول به کار شد.
آثار او عبارت اند از: «بیمارستان زنان و زایمان» در سال ۱۸۹۹ در باکو، «ساختمان وزارت باکو»، «بانک تجارت» ۱۹۰۵ الی ۱۹۱۰، «ساخت کلیساهای متعدد» و چندین اثر دیگر.
سهم آقای نیکوقایوس بایِو در حوزه معماری و شهرسازی در توسعه باکو در آغاز قرن بیستم سهم بسزائی داشت. ساختمان تئاتر باکو در سال ۱۹۱۳ میلادی که در حال حاضر آکادمی ملی اپرا و تئاتر باله آذربایجان می‌باشد. مجموعه‌ای از مدارس و ورزشگاه و ساختمان‌های مسکونی و ایستگاه راه‌آهن صابونچی در سال ۱۹۲۷ میلادی توسط او طراحی و ساخته شده‌است.
از دیگر طراح و معماران معروف را می‌توان به: مهندس وارطان سارگسیان و فریدون آغالیان نام برد، که «ساختمان‌های اسکان کارگران شرکت نفت» در شهر مردکن و «ساختمان خانه کارگر» و ده‌ها ساختمان‌های دیگر را ساختند.

## ارمنی‌های مشهور متولد باکو
- هوانس آدامیان

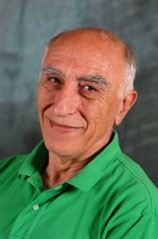
بوریس بابایان (مهندس ابر رایانه)

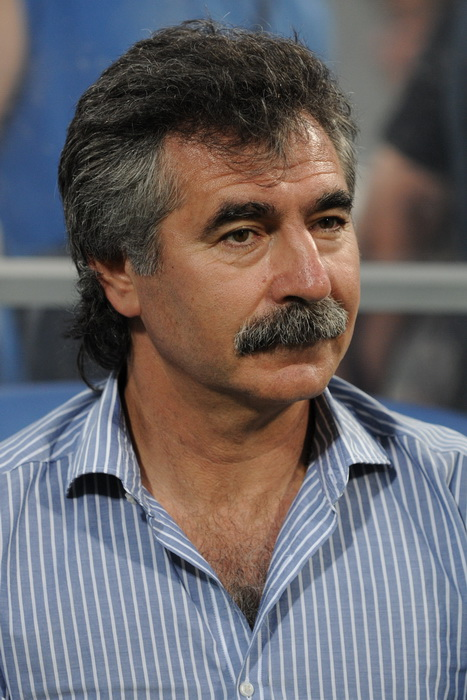
وادیم آبراموف بازیکن فوتبال و مربی تیم ملی ازبکستان ۲۰۱۰ تا ۲۰۱۲م

- آرتمی آیوازیان (آهنگساز، رهبر ارکستر)[پانویس ۳]
- آلکسی اِکیمیان (آهنگساز و نویسنده)[پانویس ۴]
- بوریس بابایان (مهندس ابر رایانه)[پانویس ۵]
- نونا کارکاشیان (مربی شطرنج)[پانویس ۶]
- ارنست آروشانوف (فیزیکدان)[پانویس ۷]
- ادوارد مارکاروف (بازیکن فوتبال)[پانویس ۸]
- آرکادی آندراسیان (بازیکن فوتبال)[پانویس ۹]
- روبرت ساهاکیان (پویانما)[پانویس ۱۰]
- آلکساندر میرزویان (بازیکن فوتبال)[پانویس ۱۱]
- وادیم آبراموف (بازیکن فوتبال و مربی تیم ملی ازبکستان ۲۱۰ تا ۲۰۱۲م)[پانویس ۱۲]
- آندره کاسپاروف (پیانیست، آهنگساز)[پانویس ۱۳]
- گری کاسپارف
- ملیکست خاچیان (استاد بزرگ شطرنج)[پانویس ۱۴]
- ولادمیر آکوپیان (استاد بزرگ شطرنج)[پانویس ۱۵]
- خانم الینا دانلیان (مربی شطرنج)[پانویس ۱۶]
- یورا مووسیسیان
- آلکساندر شیروانزاده (نمایشنامه‌نویس و رمان نویس)[پانویس ۱۷]
- آرمن اُهانیان (قصنده، بازیگر، نویسنده، و مترجم)[پانویس ۱۸]
- آشوت نادانیان (نظریه‌پرداز و مربی شطرنج)[پانویس ۱۹]
- ولادیمیر باگیروف (مربی شطرنج)[پانویس ۲۰]
- رافائل ایوانوویچ کاپرلیان (خلبان هلیکوپتر)[پانویس ۲۱]
- سرگئی پطروسیان (قهرمان وزنه‌برداری اروپا در سال‌های ۲۰۰۷ و ۲۰۰۸)[پانویس ۲۲]
- خانم کارینا آزناوریان (شمشیربازی قهرمان اپه در بازی‌های المپیک تابستانی در سال‌های ۲۰۰۰ و ۲۰۰۴م، همچنین مدال برنز در بازی‌های المپیک ۱۹۹۶ در تابستان به دست آورد)[پانویس ۲۳]
- کاراپت کاراپتیان (کیک‌بوکسینگ)[پانویس ۲۴]

## برابرهای انگلیسی
1. ↑  Pavel Parsadan Arghutian
2. ↑  Enfiachian
3. ↑  Artemi Ayvazyan
4. ↑  Alexey Ekimyan
5. ↑  Boris Babaian
6. ↑  Nonna Karakashyan
7. ↑  Ernest Arushanov
8. ↑  Eduard Markarov
9. ↑  Arkady Andreasyan
10. ↑  Robert Sahakyants
11. ↑  Alexander Mirzoyan
12. ↑  Vadim Abramov
13. ↑  Andrey Kasparov
14. ↑  Melikset Khachiyan
15. ↑  Vladimir Akopian
16. ↑  Elina Danielian
17. ↑  Alexander Shirvanzade
18. ↑  Armen Ohanian
19. ↑  Ashot Nadanian
20. ↑  Vladimir Bagirov
21. ↑  Rafael Ivanovich Kapreliants
22. ↑  Sergey Petrosyan
23. ↑  Karina Aznavourian
24. ↑  Karapet Karapetyan